# Alcea litvinovii
Alcea litvinovii là một loài thực vật có hoa trong họ Cẩm quỳ. Loài này được (Iljin) Iljin mô tả khoa học đầu tiên năm 1949.